# Netnographie
Netnographie (englisch netnography) bezeichnet einen Forschungszweig, in dem die Methoden der Ethnografie auf Communitys im Internet angewendet werden. Das Wort Netnographie ist ein vom kanadischen Marketingprofessor Robert Kozinets geprägtes Kunstwort, das die zwei Begriffe Internet und Ethnographie vereint.

## Definition
Netnographie kann laut Kozinets helfen, die komplexe soziale Welt zu verstehen, in dem sie eine Sammlung von Forschungsmethoden bietet, die zur qualitativen Erforschung des menschlichen Sozialverhaltens im Internet dienen.
Die Netnographie basiert auf der Ethnographie, also der Beobachtung des Verhaltens von Gruppen und deren Mitglieder. Die Ethnographie ist eine spezielle Form der völkerkundlichen Forschung und bedeutet übersetzt Völkerbeschreibung. Das zentrale Anliegen der Ethnographie besteht darin, das Leben und die Sozialstruktur fremder Kulturen und Gemeinschaften aus deren Sichtweise zu verstehen.
Die Netnographie behandelt folglich das Internet als einen eigenen Kulturraum, welcher neue Kulturen beinhaltet, die der Forscher von außen betritt und beschreiben kann. Die Netnographie soll im Sinne von Kozinets auch der Marktforschung dienen und eine kostengünstige Methode zur Erforschung der Bedürfnisse der Konsumenten darstellen.
Eine weitere enge Verwandtschaft der Netnographie besteht mit dem der Informatik zuzuordnenden Ansatz des Web Information Retrieval. Dieser Ansatz beschäftigt sich mit der Informationswiedergewinnung bzw. Informationsbeschaffung auf Basis eines computergestützten, inhaltsorientierten Suchvorgehens in webbasierten Datenquellen. Die Netnographie hingegen zeichnet sich durch ihren qualitativen Charakter und die intensive Auseinandersetzung des Forschers mit dem Forschungsgegenstand, in dem Fall die Mitglieder und Diskussionen von Online-Communitys, über einen längeren Zeitraum aus.

## Forschungsmethode
War es vor Zeiten des Internets notwendig Zugang zu einer Gruppe zu erhalten, erlaubt eine netnographische Beobachtung meist den Kommunikationsfluss innerhalb der Gruppe zu beobachten, ohne der Gemeinschaft unbedingt selbst aktiv beizutreten. Netnographie kann somit als nichtteilnehmende Beobachtung klassifiziert werden, in deren Rahmen die Konversation und soziale Interaktion der Mitglieder in Online-Communitys unaufdringlich und unbeeinflusst beobachtet wird. Somit sind, im Unterschied zur klassischen Ethnographie, nicht die Gruppenmitglieder selbst, sondern deren Kommunikation und soziale Interaktion Gegenstand der Untersuchung.
Dem Forscher wird die Möglichkeit gegeben, unaufdringlich und ohne künstlich geschaffene Interaktion die Probanden und deren Kommunikation zu beobachten. Für die Analyse von Texten besteht eine inhaltliche Nähe zu der Inhalts- & Diskursanalyse. Allerdings sind auch Bilder, Videos, Grafiken und Audiodateien Gegenstand der Netnographie. Die von Kozinets vorgeschlagene Methodik beinhaltet neben der passiven Analyse von dieser Daten auch Interviews in Form von Text- oder Videochats.
Kozinets stellt 12 Phasen einer Netnographie vor. Sie verläuft kreisförmig, fängt also nach dem letzten Schritt ggf. wieder mit dem ersten an. Die Schritte lauten:
1. Selbstbeobachtung
2. Untersuchung
3. Information
4. Interview
5. Überprüfung
6. Interaktion
7. Vertiefung
8. Indizierung
9. Interpretation
10. Wiederholung
11. Umschreibung
12. Integration.[1]

Die Ergebnisse führen am Ende zu einer schriftlichen Arbeit, welche ein praktisches Verständnis der untersuchten Gruppe bietet.

## Vor- und Nachteile der Methode

### Vorteile
Aufgrund des unaufdringlichen Charakters der Netnographie können, so die These, unbeeinflusste und unverfälschte Informationen gewonnen werden. Im Vergleich zu anderen qualitativen Marktforschungsverfahren findet eine Untersuchung im gewohnten Umfeld der Gruppe statt. Hierdurch können ergebnisverzerrende Einflüsse von außen wie Intervieweffekt oder künstliche Laborbedingungen vermieden werden.
Das Problem sozial erwünschten Antwortverhaltens im Rahmen schwieriger Themen kann durch netnographische Analysen umgangen oder zumindest gemildert werden. Die Anonymität der Benutzer in Foren und Gruppen erlaubt wahrheitsgemäße, unverfälschte Aussagen zu tabuisierten, intimen und/oder kontroversen Themen, und ermöglicht somit auch Einblicke in die geheimen Wünsche und tatsächlichen Meinungen der Benutzer, die von den allgemein herrschenden Wertvorstellungen und Idealen abweichen können.
Die Methode eignet sich für die Erforschung von neuen Feldern. Ganz nach dem Gedanken der Grounded Theory erfolgt im Rahmen der Datenanalyse eine Kombination aus induktivem und deduktivem Vorgehen, wodurch im Laufe einer Untersuchung Antworten auf Fragen entstehen, die man vor der Begehung des Feldes nicht gestellt hätte.
Im Sinne der Marktforschung ist die Gewinnung von Ergebnissen in der Sprache der potenziellen Kunden ein weiterer Vorteil und erlaubt ein tiefgehendes Verständnis der untersuchten Konsumenten. Die Qualität sowie die inhaltliche Tiefe und Reichhaltigkeit der Originaltöne machen Aussagen oftmals erst wirklich verständlich, da sie Erkenntnisse sehr plastisch darstellen und auf den Punkt bringen.
Auch die universelle Einsetzbarkeit der Methode für verschiedene Einsatzfelder bzw. Fragestellungen gehören zu den Stärken der netnographischen Methode. Außerdem erlaubt die Methode die simultane Datenerhebung in mehreren Ländern und bleibt für Wettbewerber unsichtbar.
Die Netnographie ist Forschungsmethode qualitativ und empirisch und passt sich der Logik der Situation an. Daher kann sie – wie die Ethnographie selbst – nicht besonders strikt sein, - der Forscher muss im Zweifelsfall selbst entscheiden, was er tut und dies später rechtfertigen.

### Nachteile
Ein Problem der Netnographie ergibt sich im Hinblick auf die Repräsentativität der gewonnenen Ergebnisse, da die Beobachtung des Forschers ganz im Vordergrund steht. Daher ist die Methode als Ergänzung zu vorhandenen Innovations- und Marketinginstrumenten zu betrachten.